# Лонпос
Лонпос (англ. Lonpos) — настільна логічна гра для одного учасника, в якій необхідно побудувати певну фігуру за допомогою обмеженої кількості елементів різної форми.

## Історія
Компанія Lonpos була створена у 1985 році та спеціалізується на виготовленні логічних ігор для підвищення інтелекту. Продукція компанії продається у більш ніж 40 країнах світу.

## Правила
1. Вибрати одну із запропонованих задач
2. Викласти фігури на ігровому полі, як це показано на ілюстрації
3. Розташувати інші фігури так, щоб заповнити усі вільні місця

## Різновиди гри
Гра має 10 основних різновидів:
- Lonpos Rectangular puzzle series (12 ігрових блоків)
- Lonpos Pyramid puzzle series (12 ігрових блоків)
- Lonpos Colorful Cabin puzzle series (12 ігрових блоків)
- Lonpos Crazy Cone puzzle series (12 ігрових блоків)
- Lonpos Cosmic Creature puzzle series (12 ігрових блоків)
- Lonpos Crazy Chain puzzle series (12 ігрових блоків)
- Lonpos Crazy Collect puzzle series (7 ігрових блоків)
- Lonpos Cubic Code puzzle series (12 ігрових блоків)
- Lonpos Clever Choice puzzle series (12 ігрових блоків)
- Lonpos Coco Cross puzzle series (12 ігрових блоків)